# Ruta corsica
Ruta corsica là một loài thực vật có hoa trong họ Cửu lý hương. Loài này được DC. miêu tả khoa học đầu tiên năm 1824.

## Hình ảnh

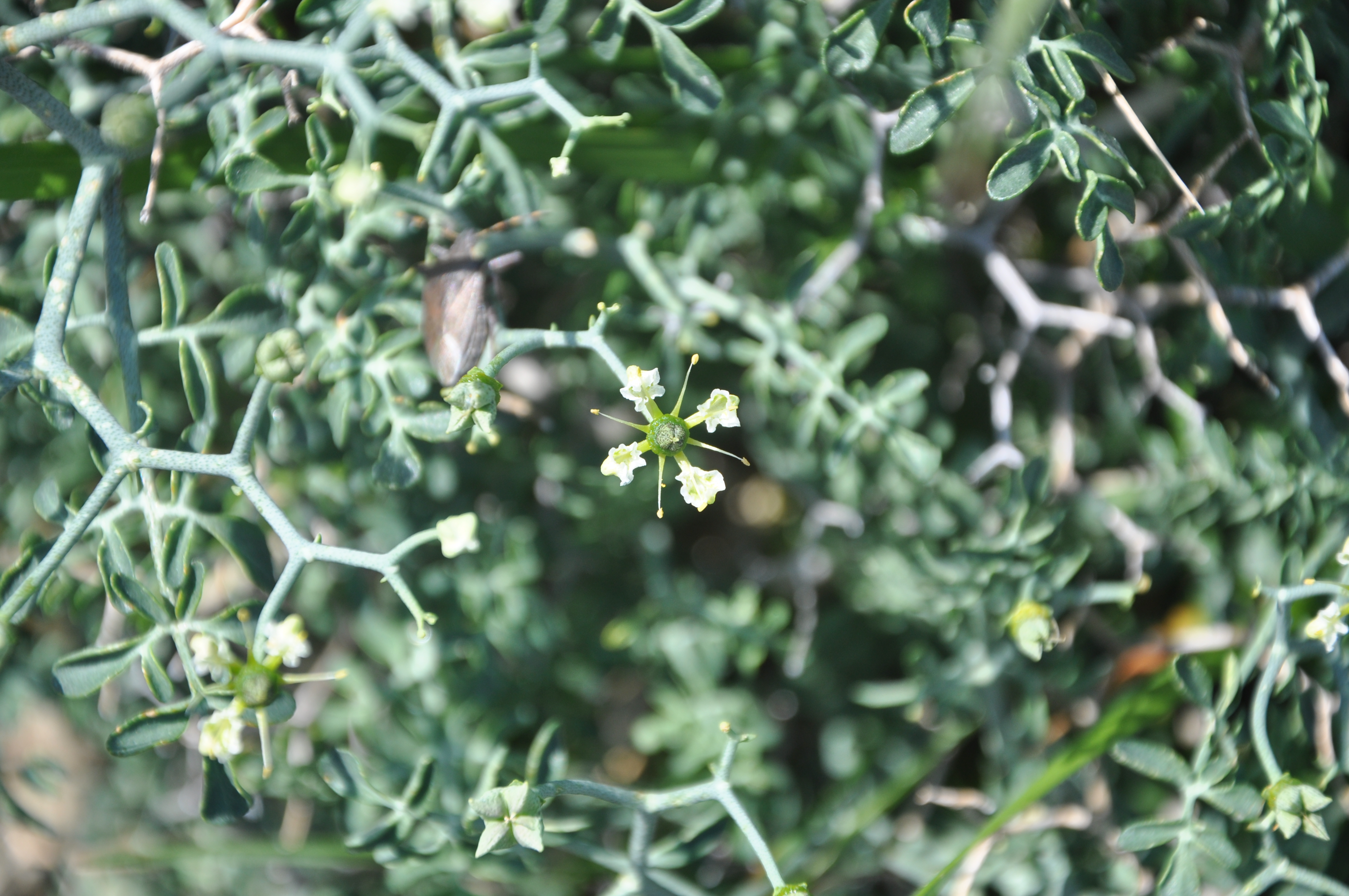
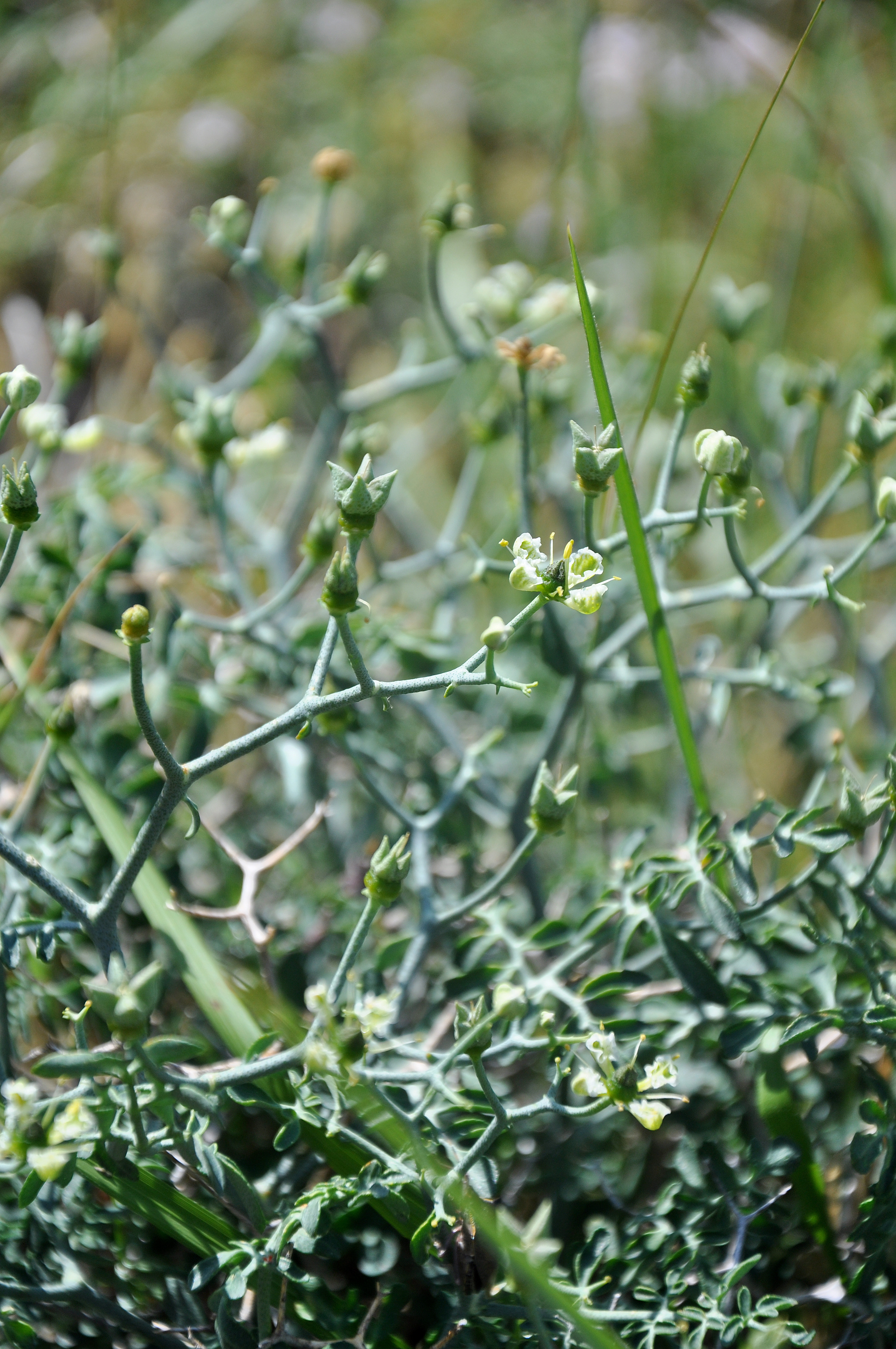
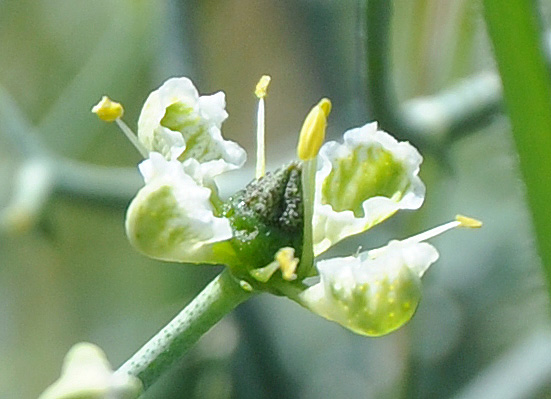
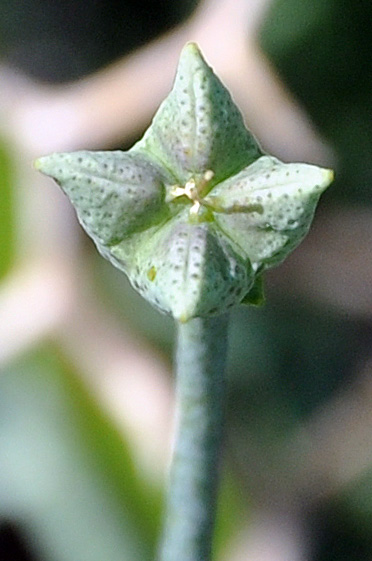